# Konkláve
Konkláve (z lat. cum clave – [uzamčen] na klíč) je uzavřené shromáždění kardinálů volící papeže, popřípadě místo konání tohoto shromáždění.

## Historie

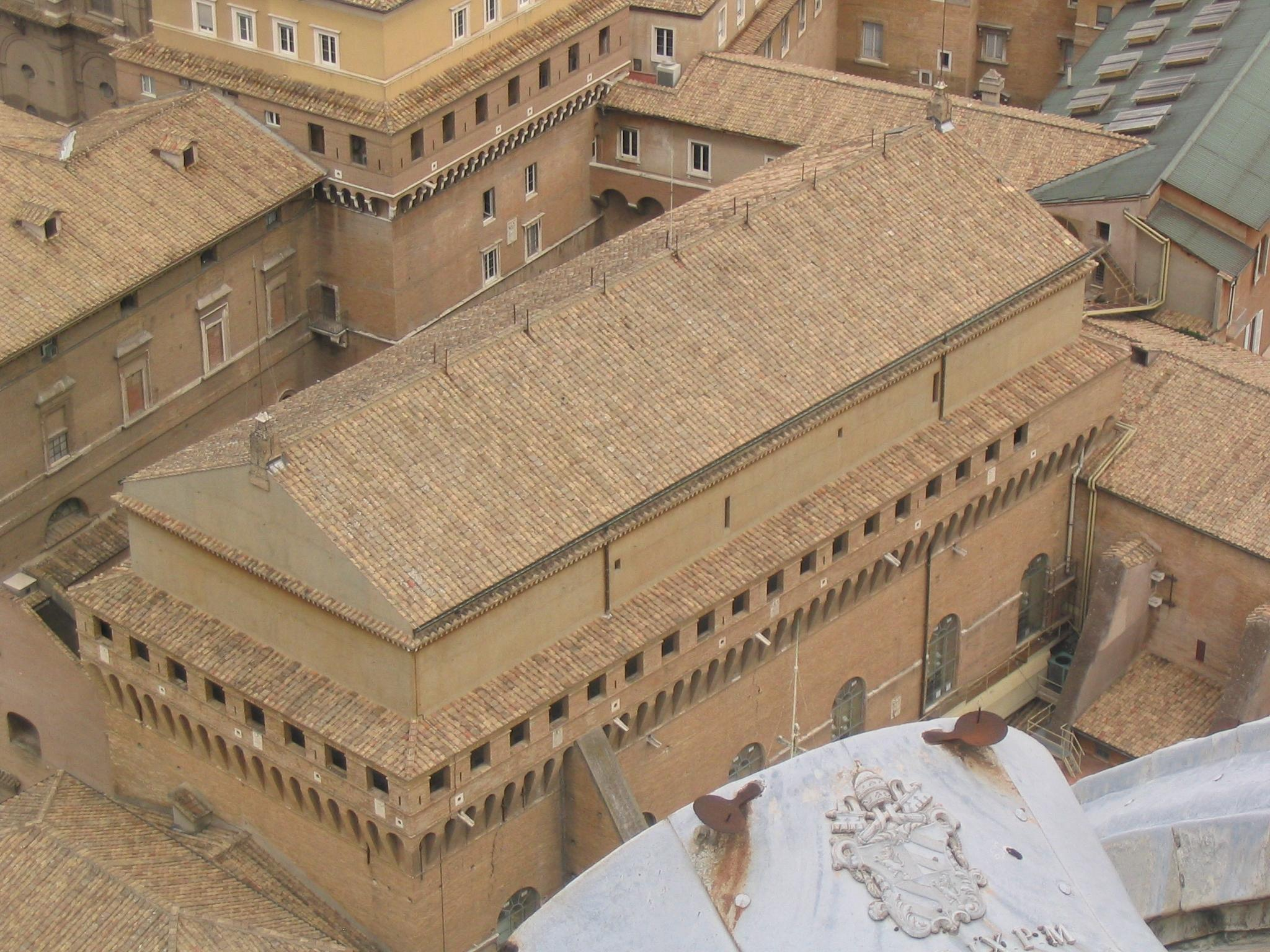
Sixtinská kaple, kde poprvé proběhlo konkláve roku 1492, od roku 1878 pak už všechna konkláve

Původně[kdy?] římského biskupa volil zcela demokratickým způsobem klérus i všichni římští křesťané. To bylo ovšem možné jen při malém počtu věřících v samých počátcích. Volba sice probíhala tajně, ale důvodem bylo pronásledování křesťanů. Později[kdy?] bylo nové náboženství legitimizováno, ale do volby začali zasahovat světští vládci – zpočátku římští císaři, později i panovníci z Německa[zdroj⁠?!] či Francie[zdroj⁠?!]. Papežství se postupně dostalo do naprosté závislosti na světské vládě. Úřadující papež také v několika případech označil přímo svého nástupce.[zdroj⁠?!]
Proto Mikuláš II. vydal v roce 1059 bulu In nomine Domini (Ve jménu Páně). V ní vyhradil volební právo pouze pro kardinály-biskupy. Klérus i celé křesťanstvo včetně panovníků pak mělo volbu jen dodatečně schválit. Roku 1179 Alexandr III. rozšířil privilegium volby na všechny kardinály a také ustanovil, že pro nového papeže musí hlasovat nejméně dvě třetiny voličů.[zdroj⁠?!]
První snahy uzavřít se při hlasování před vnějším světem je možné sledovat již začátkem 13. století, např. při volbě v roce 1216. Tradici konkláve definitivně zavedl Řehoř X. v roce 1274. Prosadil volbu papeže v uzavřeném prostoru s minimálním pohodlím. Toto opatření mělo zamezit přílišnému prodlužování období sedisvakance. Volební proces se totiž v minulých stoletích často odehrával celé týdny nebo měsíce. Nejdelší volba papeže trvala 31 měsíců, od února 1269 do září 1271 (tehdy byl zvolen právě Řehoř X.). Kardinálové nebyli podle nařízení Řehoře X. omezeni pouze uzavřeným prostorem, který nesměli opouštět. Když nemohli dlouho dosáhnout dohody, začal být snižován přísun jídla z venku – pokud hlasování trvalo déle než 3 dny, bylo kardinálům omezeno množství jídla a po dalších 5 dnech byl podáván jen chléb, víno a voda. Brzy se ale zjistilo, že uzavřená volba také umožňuje kardinálům plně se koncentrovat na svůj úkol a vyhnout se možným snahám volbu zvenčí ovlivnit. Voliči mohou snáze dodržet „Solum Deum prae oculis…“, tedy že budou mít před očima pouze Boha. Přesto byla tato nařízení při dalších konkláve často porušována.[zdroj⁠?!]
Důležitým mezníkem ve vývoji konkláve byla bula Řehoře XV. Aeterni Patris Filius z r. 1621, která zavedla skutečně tajnou volbu. Pravidla stanovená touto bulou určovala průběh všech konkláve až do roku 1904; některá z nich jsou platná dodnes.[zdroj⁠?!]
Mezi další dlouhá konkláve lze zařadit konkláve v letech 1314 – 1316 (2 roky a 3 měsíce /1. května 1314 – 7. srpna 1316/), v roce 1559 (16 týdnů /5. září – 25. prosince/), v roce 1691 (5 měsíců /12. února – 12. července/), v roce 1740 (6 měsíců /19. února – 17. srpna/) a v letech 1774 – 1775 (19 týdnů /5. října 1774 – 15- února 1775/).[zdroj⁠?!]

## Současná pravidla

### Systém volby

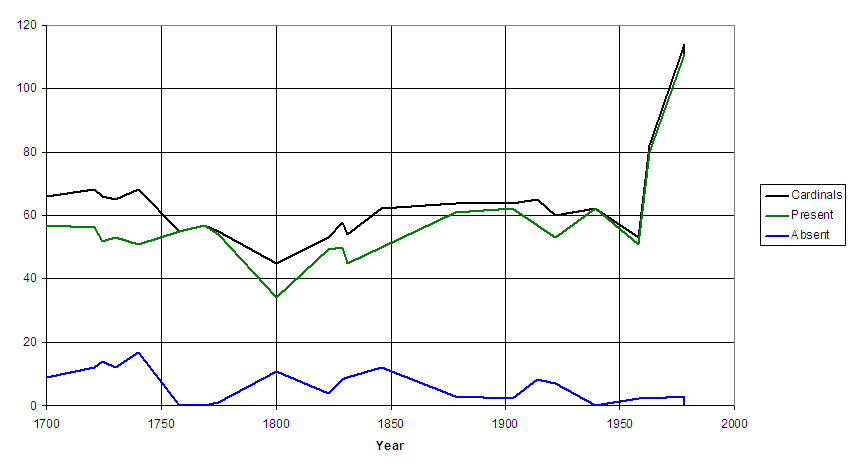
Graf znázorňující, kolik z kardinálů s právem volby bylo v uplynulých třech stoletích účastno konkláve

Aktuální pravidla konkláve shrnul a upravil roku 1996 Jan Pavel II. apoštolskou konstitucí Universi Dominici gregis. Zúčastnit se konkláve je povinností všech kardinálů, kteří v den smrti nebo odstoupení papeže nepřekročili věk osmdesáti let (hranici stanovil papež Pavel VI. v roce 1970), maximální počet volitelů je však 120. Pokud by jich bylo více, má se zato, že hranice je pro tento případ zrušena, poněvadž papež de facto umožnil, aby jich bylo více než 120 a musel si být vědom toho, že překračuje tuto hranici, byť ji výslovně (de iure) nezměnil. Sejít se musí 15–20 dnů po papežově smrti či odstoupení. Papežem může být zvolen každý muž, který se může stát katolickým biskupem. Podle Kodexu kanonického práva z r. 1983 se biskupem může stát pouze kněz nejméně pětatřicetiletý, od jehož kněžského svěcení uplynulo aspoň pět let. Kromě toho by měl vynikat pevnou vírou, dobrými mravy, zbožností, horlivostí o duše, moudrostí, obezřetností a lidskými ctnostmi, a aby měl ostatní vlohy, které ho činí vhodným k zastávání úřadu, o který se jedná; dále by měl mít dobrou pověst a být doktorem nebo alespoň licenciátem biblických věd, teologie či kanonického práva, promovaným na vysoké škole uznané Apoštolským stolcem, anebo být opravdu zběhlý v těchto oborech.
Jan Pavel II. v roce 1996 rozhodl, že pokud jsou tři série skrutinií (33–34 hlasování) bezvýsledné, pak postačí pro zvolení prostá většina hlasů. K uplatnění tohoto pravidla nikdy nedošlo, v červnu 2007 je nástupce Jana Pavla II. Benedikt XVI. zrušil – podle nového pravidla se v dalších hlasováních automaticky hlasuje o 2 nejúspěšnějších kardinálech posledního skrutinia třetí série a je třeba získat 2/3 hlasů.

### Místo hlasování
Hlasování probíhá v Sixtinské kapli a dohlíží na ně kardinál-komorník (camerlengo). Ráno, v den, kdy konkláve začíná, začíná bohoslužbou v chrámu sv. Petra. Odpoledne se kardinálové v procesí odeberou do Sixtinské kaple. Složí zde přísahu mlčenlivosti a poté ceremoniář přikazuje tzv. extra omnes („všichni ven“). Ti, kteří se volby neúčastní, musí kapli opustit, dveře jsou uzavřeny a volba začíná.
Kardinálové hlasují, jedí a spí v uzavřeném prostoru až do doby, kdy je zvolen nový papež. Jakýkoli kontakt s vnějším světem je zakázán s výjimkou naléhavé lékařské pomoci. Jsou odstraněny všechny televizní a rozhlasové přijímače; dovnitř se nesmí dostat žádné noviny nebo časopisy, zakázané jsou také mobilní telefony. Konkláve se zúčastňuje i pomocný personál, zajišťující úklid, stravování i případnou lékařskou péči. Tito lidé také skládají přísahu mlčenlivosti, avšak kardinálové s nimi nesmějí ani hovořit. Během volby přebývali kardinálové původně v prostých celách v Apoštolském paláci, nově pro ně bylo zbudováno poněkud příjemnější ubytování v Domě svaté Marty. To je však, stejně jako kaple v celém průběhu konkláve, pro kohokoliv nepovolaného uzavřeno.

### Postup hlasování
Odpoledne prvního dne hlasují kardinálové zpravidla jen jednou. Od druhého dne mají vždy dva hlasovací lístky ráno a dva odpoledne. Hlasovací lístek je obdélný a v jeho horní polovině jsou vytištěna slova Eligo in Summum Pontificem („Volím za papeže“). Dole je prostor pro jméno vybrané osoby. Kardinálové musí jméno kandidáta napsat pozměněným písmem, aby je nebylo možno identifikovat, a list přeložit. Potom každý kardinál zvedne viditelně lístek a odnese ho k oltáři, kde je urna přikrytá talířem. Položí svůj hlasovací lístek na talíř a překlopí ho do urny. Tento na první pohled zbytečně složitý způsob byl zaveden proto, aby bylo zřetelně vidět, že kardinál vložil do urny jen jeden lístek.

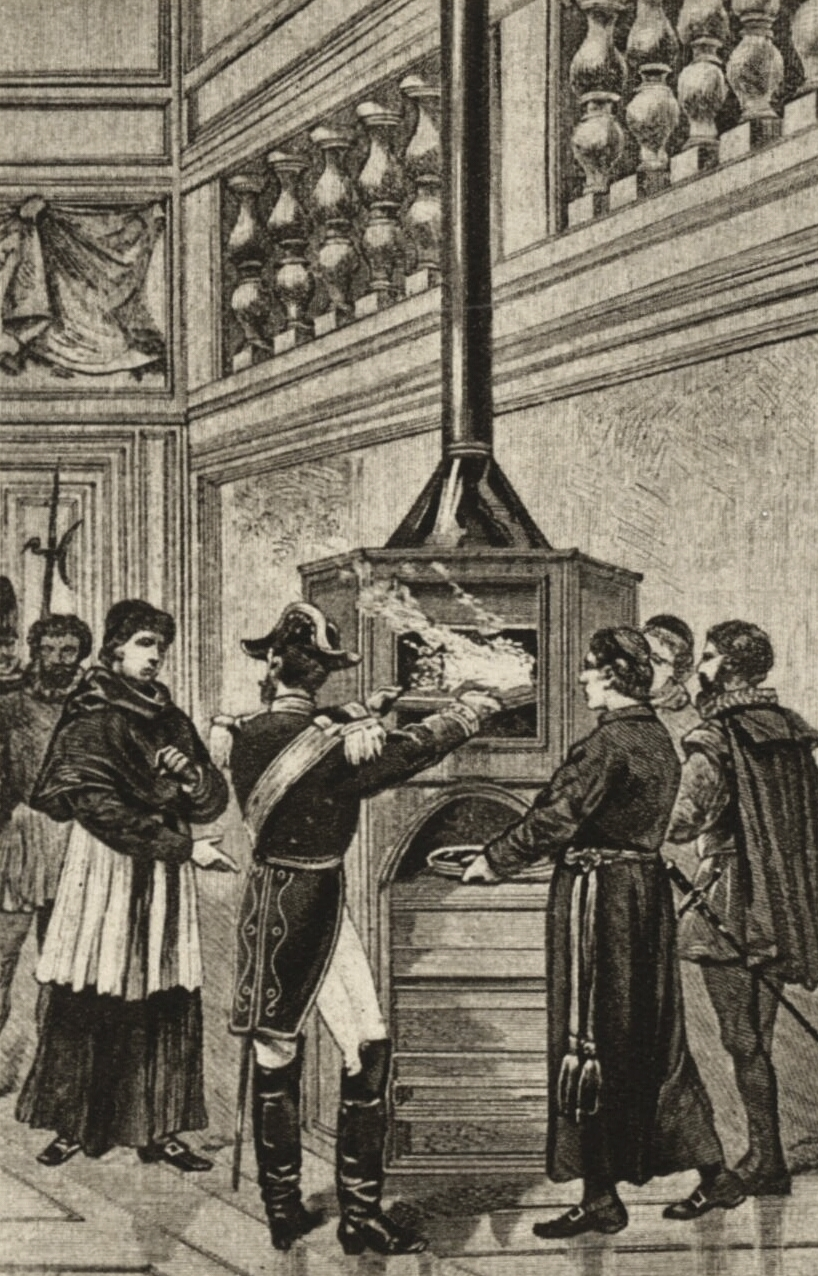
Pálení hlasovacích lístků (starší kresba přetištěná v Pestrém týdnu z 4. 3. 1939)

Po odevzdání všech hlasů se lístky zamíchají, spočítají a rozloží. Když jsou všechny lístky sečteny, zvolá jeden ze sčitatelů jména těch kardinálů, kteří získali hlasy. Jehlicí se propíchne každý lístek tam, kde je vytištěno slovo Eligo – a navléknou se všechny na nit. Po překontrolování jsou hlasovací lístky spáleny. Od 20. století jsou součty hlasů všech volebních kol zapisovány. Listiny se uchovávají ve vatikánském archivu v zalepené obálce, která může být otevřena jen na příkaz papeže.

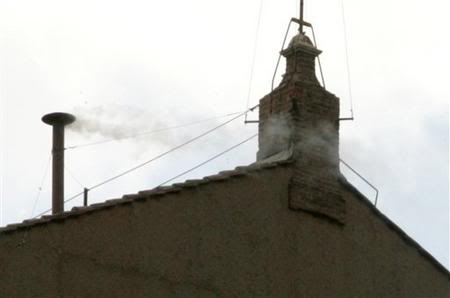
Fumata bianca – bílý kouř nad Sixtinskou kaplí signalizuje, že papež byl kolegiem kardinálů zvolen

Jediným náznakem vývoje situace uvnitř Sixtinské kaple je dým z pálených hlasovacích lístků, který je davem na náměstí sv. Petra bedlivě sledován. V kapli jsou před volbou umístěna zvláštní kamínka a komínová roura je vyvedena nad střechu. Při neúspěšné volbě se k páleným lístkům přidávala smůla, čímž vznikal černý dým. Pokud byl nový papež zvolen, k posledním lístkům se přidávala mokrá sláma a dým měl bílou barvu. Po zkušenostech z roku 2005, kdy se nepodařilo vyvolat správnou barvu kouře, jímž se signalizuje výsledek hlasování, a kouř měl neurčitou šedou barvu, byla v roce 2013 pro každou barvu kouře určena jiná kamna a barva kouře byla, podle agentury AFP, řízena chemickými přísadami. Pro vyvolání černého kouře se používá směs chloristanu draselného, antracenu a síry, pro vyvolání bílého kouře směs chlorečnanu draselného, laktózy a kalafuny.
K platnému zvolení papeže je nutná dvoutřetinová většina hlasů, jak to ustanovil Alexandr III. Kardinálovi, který jí dosáhne, je položena otázka: Acceptasne electionem de te canonice factam in Summum Pontificem? („Přijímáš své kanonické zvolení za papeže?“). Vysloví-li kardinál souhlas s první otázkou, je mu položena další: Quo nomine vis vocari? („Jakým jménem se chceš nazývat?“). Když si nový papež zvolí jméno, vzdají mu ostatní kardinálové hold a slíbí poslušnost. Papež se pak oblékne do nového, připraveného roucha. Poté zazní z balkonu baziliky svatého Petra tradiční oznámení: „Annuntio vobis gaudium magnum. Habemus Papam!“ (Oznamuji vám radostnou zprávu. Máme papeže!). Poté je zveřejněno jeho křestní jméno a příjmení s oznámením, jaké papežské jméno bude užívat a nově zvolený papež předstoupí před dav shromážděný na náměstí. Po krátkém projevu udělí tradiční požehnání Urbi et Orbi, čímž je zahájen nový pontifikát. Následně je slavena papežská inaugurace v bazilice sv. Petra a nedlouho po ní i intronizace biskupa římského v lateránské bazilice, neboť každý biskup se liturgicky ujímá své diecéze usednutím na biskupský stolec – katedru ve své katedrále, přičemž papežskou katedrálou je právě lateránská bazilika (arcibazilika Nejsvětějšího Spasitele a sv. Jana Křtitele a Jana Evangelisty).

## Konkláve v letech 2005, 2013 a 2025
Po smrti Jana Pavla II. proběhlo ve dnech 18.–19. dubna 2005 konkláve, na jehož konci byl papežem zvolen Benedikt XVI.
Když se v roce 2013 uvolnil papežský stolec rezignací Benedikta XVI., byl za datum začátku dalšího konkláve stanoven 12. březen. O den později byl zvolen papež František.
Po smrti papeže Františka v roce 2025 proběhlo další konkláve. Zahájeno bylo 7. května 2025. Dne 8. května 2025 byl po šesté hodině večerní zvolen americký kardinál Robert Francis Prevost, který si zvolil jméno Lev XIV.

## Odraz v kultuře
- Robert Harris: Konkláve, román (2016)
- Konkláve (film Velká Británie/USA, 2024, 120 min.), režie Edward Berger, Scénář Robert Harris, Peter Straughan[7]
- Dva papežové, film (Velká Británie/Itálie, 2019, 125 min.), režie Fernando Meirelles[8]
- Máme papeže!, film (Itálie/Francie, 2011, 101 min.), režie Nanni Moretti